# Зликовац (филм)
Зликовац је индијски акциони филм из 1993. године, снимљен у режији Сухаша Гаја.

## Радња
Инспектор полиције Рам успева да ухвати вишеструког убицу Балуа, али овај побегне одмах након што Рам одлази код своје девојке Ганге, затворског чувара. Како би помогла свом момку да поврати углед, Ганга се преруши у трбушну плесачицу, не би ли тако завела Балуа и разоткрила његову банду. У томе успева, али ствари постају компликованије када се он заљубљује у њу, а ни она не остаје имуна на његов шарм.

## Улоге
| Глумац        | Улога                       |
| ------------- | --------------------------- |
| Саџај Дат     | Баларам Ракеш Прасад „Балу” |
| Џеки Шроф     | Инспектор Рам Кумар Синха   |
| Мадури Диксит | Ганготри „Ганга” Ајша Деви  |
| Анупам Кер    | Ишвар Гирхар Панди          |
| Рамија Кришна | Софија Сулочана             |
| Прамод Муту   | Роши Маханта                |